# Station Mikłaszewo
Station Mikłaszewo is een spoorwegstation in de Poolse plaats Mikłaszewo.